# I-8 (Bulgarien)
Die I-8 (bulgarisch Републикански път І-8 Republikanski pat I-8, also Republikstraße I-8) ist eine Hauptstraße (erster Ordnung) in Bulgarien. Sie führt in ihrem ganzen Verlauf immer nach Südosten zur türkischen Grenze.

## Verlauf
Die Republikstraße I-8 beginnt am Grenzübergang Kalotina. Auf der serbischen Seite endet dagegen der Autoput A4. Die ersten 30 Kilometer ist die I-8 deckungsgleich mit der neu errichteten A6 „Europa“. Dabei führt die I-8 durch gebirgiges Terrain nach Dragoman und später nach Sliwniza. Beide Städte werden jedoch nur „berührt“ und haben jeweils eine Anschlussstelle. Die nächste Siedlung Boschurischte wird westlich umfahren. Danach folgt ein Verkehrskreuz mit der Sofioter Ringstraße II-18. In ihrem gesamten Verlauf bis nach Sofia ist die I-8 vierspurig ausgebaut.
Die Republikstraße umfährt die Stadt Sofia, welche sie im Südosten verlässt und verläuft danach für einige Kilometer gemeinsam mit der A1 „Trakija“. Nach ihrer Teilung verlaufen beide relativ nahe beieinander. Nach Ichtiman, welches umfahren wird, führt die Strecke der I-8 wieder durch gebirgiges Terrain über Kostenez und Belowo nach Pasardschik. Diese Stadt wird im Süden umringt.
Die nächste Großstadt ist Plowdiw. Die Straße führt als wichtige Hauptstraße durch die Stadt und verlässt sie im Osten.
Nördlich von Chaskowo trifft sie auf die I-5. Beide führen einige Kilometer zusammen und bilden die nördliche Umfahrung der Stadt. Die I-5 zweigt später nach Süden ab und führt nach Kardschali. Nächste größere Siedlungen sind Charmanli und Ljubimez. Beim Dorf Kapitan Petko Wojwoda kreuzt die I-8 die Republikstraße II-80, welche zur griechischen Grenze führt.
Die naheliegende Stadt Swilengrad wird im Norden und Westen umringt. Nach ihr kommen noch die Dörfer Generalowo und Kapitan Andreewo, wo man auf die A4 „Mariza“ wechseln kann. Die Republikstraße endet vor dem Grenzübergang Kapitan Andreewo-Kapikule mit der Türkei.